# 重重危機
《重重危機》（日语：とんでもクライシス!）是由Polygon Magic开发的PlayStation电子游戏平台。游戏在1999年6月24日由德间书店发售，而Titus Interactive翻译了游戏并于2000年11月在北美和欧洲发售。

## 概要
集結了動作遊戲和益智遊戲等各式各樣迷你遊戲的遊戲集。音樂由東京斯卡負責。由於收錄較多的連打系小遊戲、使遊戲難度相當高。本作的故事則具有一貫性、描述平凡的家庭為了趕上奶奶的生日、而要突破各種障礙準時回家。裡面的障礙包括有上班族的父親捲入外星人侵略的騷動（ID4星際終結者）、家庭主婦的母親要擊退銀行強盜（熱天午後）或是駕駛戰鬥機（捍衛戰士）等破天荒性的劇情發展。
各個小遊戲都有個共通的餘力量表、只要能讓它越低成績就越好。但只要有受到傷害、答錯問題等出錯就會開始累積、當滿點時，遊戲就會整個失敗。另外還會有個和餘力量表一起出現的數字，這個是繼續遊戲的次數、當變成零而失敗時，就會讓遊戲整個結束、不過能從存檔點開始挽救。當各章結束後會開始進行評價、如果成績優異的話就能增加繼續遊戲的次數並且也能存檔。遊戲的最後雖然有『To Be Continued』的文字而預定要製作續集、但整個計畫到現在則是遭到取消。

## 登場人物
- 棚祭種男 - 吹越滿
- 棚祭悦子 - 奧平聰子
- 棚祭莉莉香 - 矢野宴子
- 棚祭毅 - よしおかあろ
- 不二峰子 - 夏木麻里
- 特別演出 - 笑福亭鶴光